# عاشق مشهور جهان
عاشق مشهور جهان (انگلیسی: World Famous Lover) فیلم عاشقانه تلوگو زبان، محصول سال ۲۰۲۰ هند است که نوشتن فیلمنامه و کارگردانی آن را کرانتی مدهاو برعهده داشته‌است. نقش‌های اصلی فیلم را ویجی دوراکوندا، راشی خانا، آیشواریا راجش، کاترین ترسا و ایزابلی لیت بازی کرده‌اند. فیلم توسط منتقدین و تماشاگران مورد انتقاد قرار گرفت، هرچند بازی آیشواریا راجش مورد تحسین قرار گرفت.